# Чибухчян, Артур Львович
Арту́р Льво́вич Чибухчя́н (арм. Արթուր Լյովայի Չիբուխչյան, род. 6 октября 1979) — армянский шахматист, гроссмейстер (2009). Тренер ФИДЕ (2015).
В составе 3-й сборной Армении участник 32-й Олимпиады (1996) в Ереване.

## Изменения рейтинга
| Графики недоступны из-за технических проблем. См. информацию на Фабрикаторе и на mediawiki.org. |